# La Pobla de Vallbona
La Pobla de Vallbona település Spanyolországban, Valencia tartományban. La Pobla de Vallbona Benaguasil, Bétera, L’Eliana, Llíria, Olocau, Paterna, Riba-roja de Túria, Serra és San Antonio de Benagéber községekkel határos. Lakosainak száma 27 056 fő (2024).

## Népesség
A település népessége az utóbbi években az alábbiak szerint változott:
| Lakosok száma | 12 301 | 15 160 | 18 790 | 20 431 | 22 197 | 22 730 | 23 684 | 24 433 | 25 625 | 27 056 |
|               | 2001   | 2004   | 2007   | 2009   | 2012   | 2014   | 2017   | 2019   | 2022   | 2024   |